# Zatmění Slunce 25. října 2022

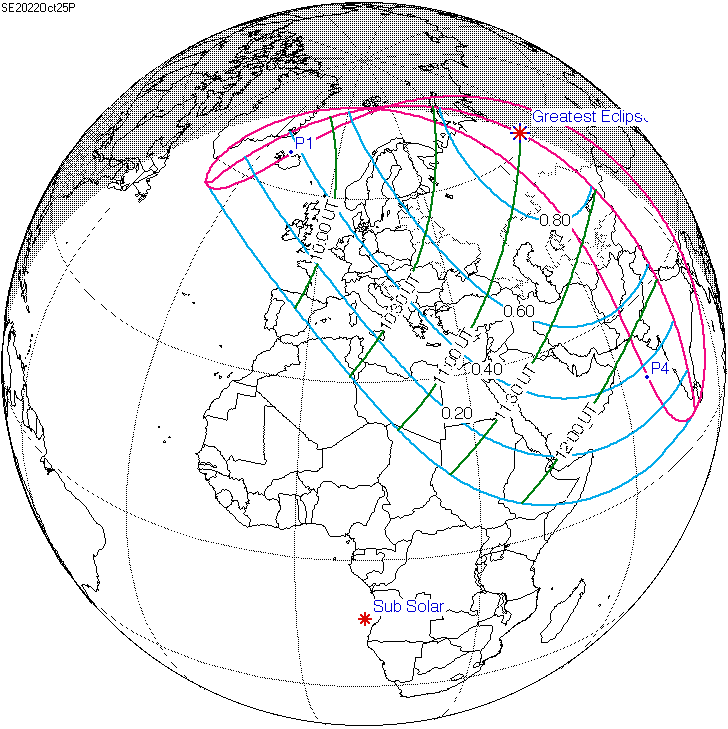
Viditelnost zatmění Slunce 25. října 2022

Zatmění Slunce z 25. října 2022 bylo částečné zatmění Slunce, které bylo viditelné z Evropy, Uralu a západní Sibiře, střední Asie, západní Asie, jižní Asie a ze severovýchodu Afriky. Maximální fáze částečného zatmění byla zaznamenána na Západosibiřské pláni v Rusku u Nižněvartovska.
Tento typ zatmění Slunce nastává v polárních oblastech Země, když osa měsíčního stínu mine Zemi.

## Pozorování na území Česka

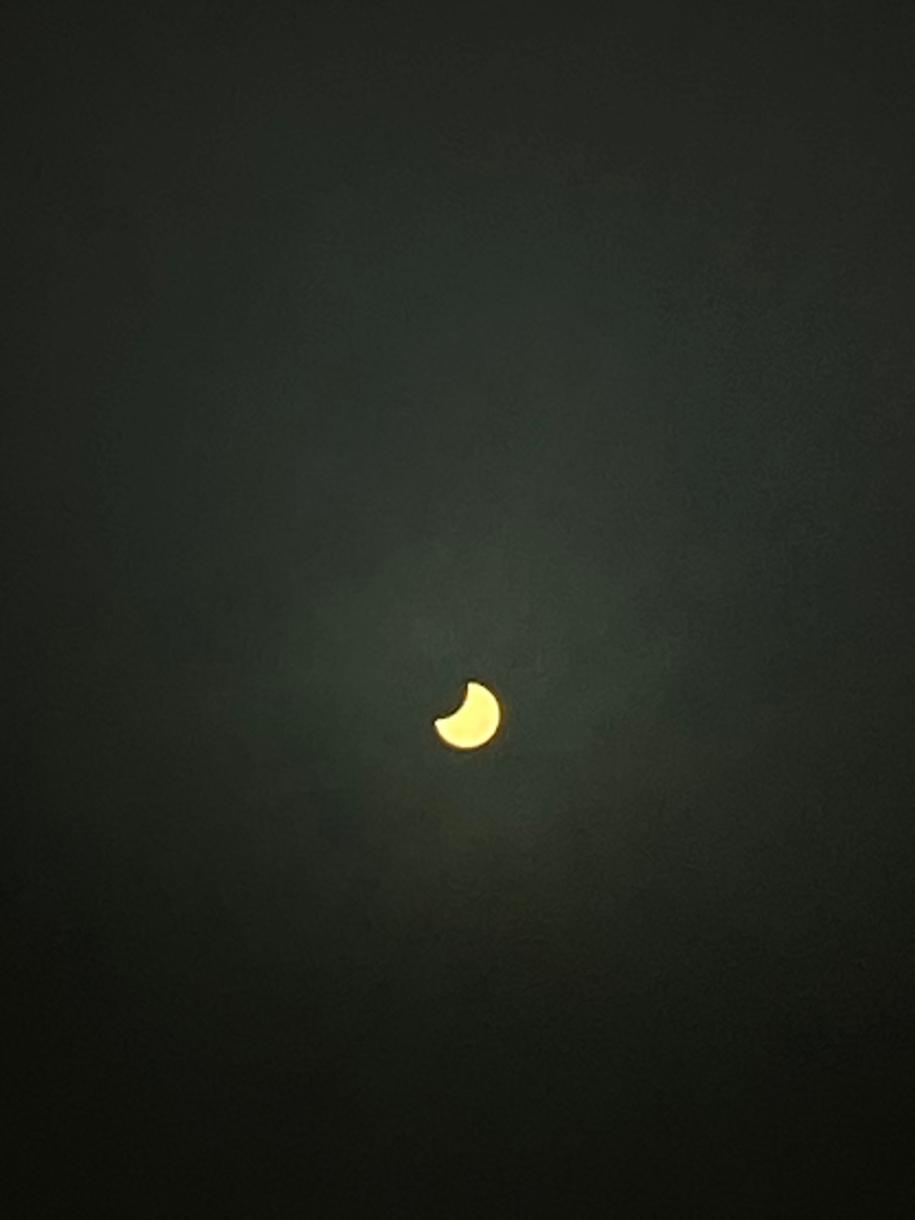
Částečné zatmění Slunce 25. 10. 2022 pozorované v Plzni

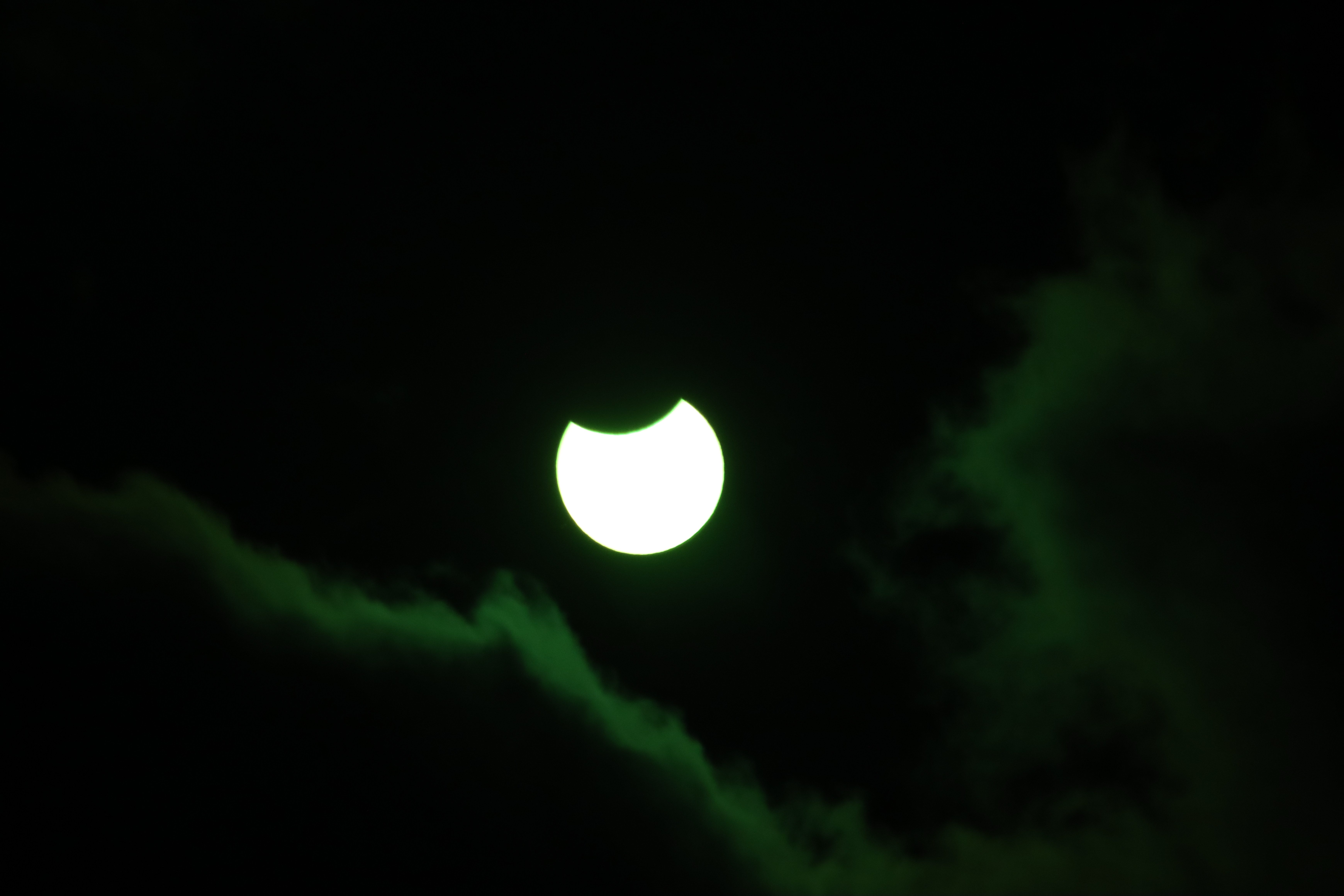
Částečné zatmění Slunce 25. 10. 2022 skrz svářečské sklo pozorované v Praze

Zatmění bylo pozorovatelné i z území Česka, kde zakrytí Slunce v maximální fázi dosáhlo přibližně 40 % průměru slunečního disku, to znamená, že bylo zakryto asi 30 % plochy slunečního kotouče.
| Místo            | začátek | střed | konec | délka      | max. fáze |
| ---------------- | ------- | ----- | ----- | ---------- | --------- |
| Karlovy Vary     | 11:11   | 12:14 | 13:19 | 2 h 7 min  | 40 %      |
| České Budějovice | 11:14   | 12:17 | 13:22 | 2 h 9 min  | 40 %      |
| Liberec          | 11:12   | 12:17 | 13:23 | 2 h 11 min | 43 %      |
| Praha            | 11:12   | 12:16 | 13:22 | 2 h 10 min | 42 %      |
| Ostrava          | 11:14   | 12:21 | 13:29 | 2 h 15 min | 46 %      |
| Brno             | 11:14   | 12:20 | 13:26 | 2 h 12 min | 40 %      |

Časy jsou uvedeny pro Středoevropský letní čas (SELČ).